# Lanai
Lanai (havajsky Lānaʻi, známý také jako Pineapple Island – Ananasový ostrov) je šestý největší z osmi hlavních Havajských ostrovů, které se nacházejí v severovýchodní části Tichého oceánu. Žije zde asi 3100 obyvatel a ostrov má rozlohu 363,97 km². Lanai je částí státu Havaj, který je 50. spolkovým státem Spojených států amerických. Patří k Maui County a největším sídlem je Lanai City, ležící v geografickém středu ostrova.
O původním polynéském osídlení svědčí petroglyfy a heiau v Kaunolu. V roce 1854 se na ostrově usadili příslušníci Církve Ježíše Krista Svatých posledních dnů a chovali ovce. Od roku 1922 zde provozovala plantáže firma Dole Food Company a Lanai se stalo největším světovým producentem ananasů, pěstovala se zde také cukrová třtina a kolokázie jedlá. Zemědělská produkce ztratila koncem dvacátého století na významu a začal se rozvíjet turistický ruch. V Manele na jižním pobřeží byly postaveny luxusní hotely a golfové hřiště, které navrhl Jack Nicklaus.
V soukromém vlastnictví je 98 % ostrova, od roku 2012 je majitelem Larry Ellison.